# Titilupe Fanetupouvava'u Tuita-Tupou Tu'ivakano
Titilupe Fanetupouvava'u Tuita-Tupou Tu'ivakano, née le 12 août 1978, est un membre de la famille royale des Tonga et une diplomate tongienne. Elle est haut-commissaire des Tonga au Royaume-Uni, ambassadrice aux Pays-Bas et ambassadrice au Luxembourg.

## Famille
Titilupe Fanetupouvava'u Tuita est le deuxième enfant de la princesse royale des Tonga, Salote Mafile'o Pilolevu Tuita, et de son mari, Siosa'ia Ma'ulupekotofa Tuita, 9e chef et baron Tuita de ʻUtungake, gouverneur de Vavaʻu et ancien haut-commissaire de Tonga au Royaume-Uni. Elle est donc membre de la famille royale des Tonga, la Maison Tupou. Son oncle est Tupou VI, roi des Tonga depuis le 18 mars 2012 ; elle est également l'arrière-petite-fille de la reine Salote Tupou III. En 2023, elle est onzième dans l'ordre de succession au trône tongien.

## Biographie
Après avoir été élève de la Tonga High School en 1989, Tuita-Tupou Tu'ivakano est titulaire d'un Bachelor of Arts en anthropologie de l'université d'Auckland en 1994 et d'un Postgraduate certificate en études diplomatiques de l'université d'Oxford puis suit un Master of Arts en affaires internationales avec une spécialité dans l'espionnage et la surveillance au King's College de Londres
Sa première carrière est celle de présentatrice de nouvelles. En 2001, elle rejoint le cabinet du Premier ministre en tant que secrétaire adjointe. En 2006, elle est nommée Lord Chamberlain adjoint du bureau du palais. De 2012 à 2018, elle occupe le poste de chef du protocole au ministère tongien des Affaires étrangères et du Commerce.
La reine du Royaume-Uni Élisabeth II accrédite Tuita-Tupou Tu'ivakano comme haut-commissaire des Tonga auprès du Royaume-Uni le 27 juin 2018. Ce rôle avait auparavant été occupé par son père de 1989 à 1992. Elle accompagne le roi Tupou VI lors des funérailles d'État d'Élisabeth II le 19 septembre 2022.
Le 25 septembre 2020, elle est également nommée ambassadrice au Luxembourg ; c'est la première fois que le pays accepte un représentant tongien.
Le 16 décembre 2021, ses lettres d'accréditation en tant qu'ambassadrice aux Pays-Bas sont également acceptées.
Le 4 août 2020, elle dépose officiellement l'instrument de ratification de la Convention 182 sur les pires formes de travail des enfants avec le directeur général de l'Organisation internationale du travail, Guy Ryder. La convention n° 182 est ainsi signée par tous les États membres de l'OIT. C'est devenu l'accord ratifié le plus rapidement en 101 ans d'histoire de l'ONU.
Tuita-Tupou Tu'ivakano est la présidente de l'Association de rugby féminin des Tonga et du club de golf des Tonga.

## Vie privée
En 2007, elle se fiance avec le major Siaosi Kiu Tau-ki-Vailahi Kaho et ils se marient le 30 avril de la même année, civilement, et le 3 mai, religieusement, au cours de célébrations réunissant 1 200 personnes. Ils ont trois enfants, un fils et deux filles :
- Simon Tu'iha'atu 'Unga George Ma'ulupekotofa Tu'ivakano (né le 14 avril 2011 à l'Auckland City Hospital).
- Michaela Mary Rose Halaevalu Tokilupe Hala-'i-Vahamama'o Tu'ivakano (née le 21 mai 2012).
- Fatafehi Lapaha Salote Koila Tu'ivakano (née le 1er décembre 2013).

## Distinctions
- Grand-croix de l'ordre de la Couronne des Tonga (en) le 30 juin 2015.
- Commandeur de l'ordre de la reine Salote Tupou III (en) le 31 juillet 2018.
- Médaille commémorative du couronnement du roi George Tupou V le 1er août 2008.
- Médaille commémorative du couronnement du roi Tupou VI le 4 juillet 2015.